# Djausz Pita
Djausz Pita, egyéb átírásban Diausz-pita (dévanágari: द्यौष्पितृ ; szó szerint: "Ég Atya") vagy röviden csak Djausz vagy Diausz, a védikus panteon egy istene. Neve annyit tesz, hogy világító, megvilágító; eredetileg csak az égboltot jelentette, az idők folytán azonban megszemélyesítették.
Az ind iratokban az Ég istene, és a legrégibb istenségek egyike az árjáknál.  Nőül véve a Földet (Földanyát) → Prithivi, minden létezőnek, az isteneknek, embereknek és a dolgoknak ősszülője lett. A Védák alapján a világ az ő nászukból született.
A Djauṣz Pitā név etimológiailag megfelel a görög Zeusz Paternek, és szorosan kapcsolódik a latin-római Jupiterhez. Zeusz és Djausz is tükrözi az indoeurópai alapnyelv Djeusz szavát.

## Fordítás
- Ez a szócikk részben vagy egészben  a   Dyaus Pita című angol Wikipédia-szócikk fordításán alapul.  Az eredeti cikk szerkesztőit annak laptörténete sorolja fel. Ez a jelzés csupán a megfogalmazás eredetét és a szerzői jogokat jelzi, nem szolgál a cikkben szereplő információk forrásmegjelöléseként.